# National Film Board of Canada
National Film Board of Canada (fr. Office national du film du Canada, w skrócie: NFB/ONF) – państwowa kanadyjska wytwórnia filmowa, zajmująca się produkcją i dystrybucją filmów. Została założona w 1939 roku w Ottawie. Jest agencją Rządu Federalnego Kanady. Wyprodukowała 13 tysięcy filmów, które zdobyły ponad 5 tysięcy nagród, w tym 12 Oscarów.

## Historia

### Początki

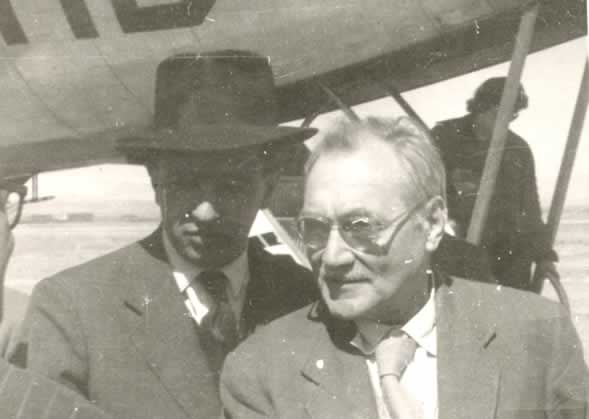
John Grierson (z prawej) – pierwszy komisarz ds. filmu National Film Board of Canada

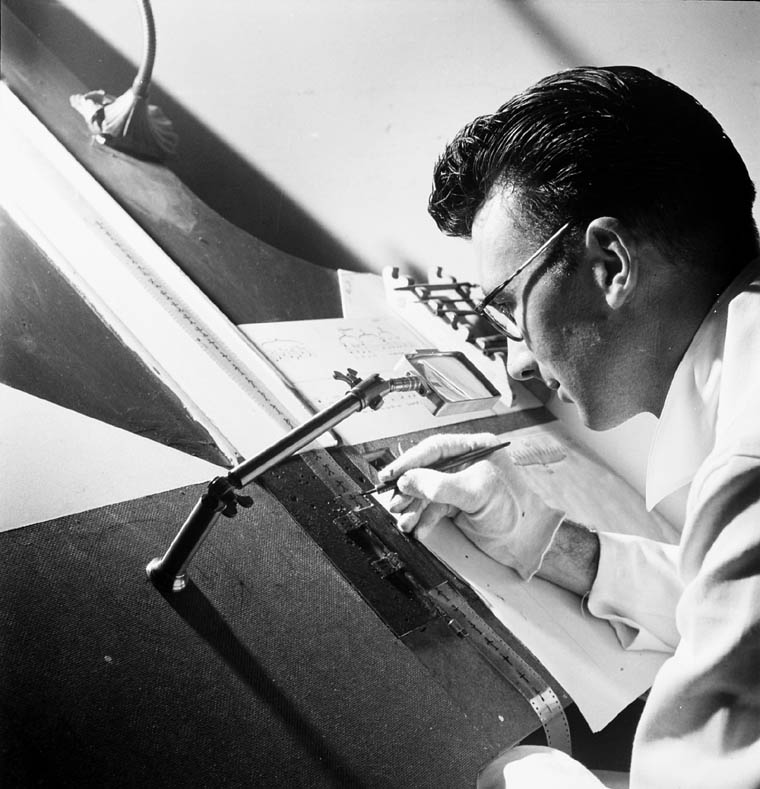
Norman McLaren w trakcie pracy nad filmem

Założycielem National Film Board of Canada był brytyjski pionier filmu dokumentalnego, John Grierson. W latach 1938–1939 pracował on jako doradca rządów Kanady, Australii i Nowej Zelandii w zakresie organizowanie państwowych Instytutów filmowych. NFB został założony 2 maja 1939 roku na mocy ustawy o filmie narodowym (National Film Act) i w następstwie raportu o działalności filmowej rządu, sporządzonego przez Griersona, który w październiku tego samego roku został mianowany pierwszym komisarzem ds. filmu. Ustawa została znowelizowana w roku 1950, głównie w celu uwolnienia NFB od bezpośredniej kontroli rządowej.
W 1941 roku, po wchłonięciu Canadian Government Motion Picture Bureau NFB rozpoczęła aktywną produkcję filmową. Do 1945 roku stała się jedną z największych wytwórni filmowych na świecie, zatrudniającą 787 osób. Wyemitowano ponad 500 filmów, utworzono zespół ds. animacji pod kierunkiem Normana McLarena, utworzono pozateatralne sieci dystrybucji i wyszkolono filmowców.
W 1945 roku John Grierson zrezygnował ze stanowiska, a jego następcą został Ross McLean. Zmagać się on musiał ze zmniejszonym budżetem oraz mniejszą liczbą pracowników. Jego zastępca, Arthur Irwin (od 1950) zainicjował nową ustawę o filmie narodowym, zrestrukturyzował NFB i zaplanował przeniesienie siedziby NFB z Ottawy do Montrealu, co zostało sfinalizowane w 1956 roku za rządów następcy Irwina, Alberta Truemana.
W powojennym dziesięcioleciu produkcja filmowa została poszerzona o nowe dziedziny: powstały pierwsze filmy dramatyczne, studiowano techniki animacji, rozpoczęto produkcję filmów informacyjnych i telewizyjnych.
Po przeprowadzce NFB do Montrealu doszli do głosu twórcy francuskojęzyczni: Pierre Perrault, Gilles Carle, Michel Brault, Gilles Groulx, Claude Jutra, Denys Arcand i inni. W 1957 roku mianowany został pierwszy francuskojęzyczny komisarz NFB, Guy Roberge.
Produkcja pełnometrażowych filmów przeznaczonych do emisji kinowej rozpoczęła się w 1963 roku filmem Drylanders Dona Haldane i trwa do dziś, pomimo dyskusji na temat celowości takiej produkcji w instytucji państwowej. Liczne filmy fabularne NFB zdobyły międzynarodowe nagrody i były szeroko rozpowszechniane, jak: Mon oncle Antoine w reżyserii Claude’a Jutry (1971), J.A. Martin fotograf Jeana Beaudina czy nominowany do Oscara Upadek Cesarstwa Amerykańskiego Denysa Arcanda (1986). Znaczące redukcje budżetu NFB w latach 90. zlikwidowały w praktyce produkcję filmów fabularnych, a następnie doprowadziły do likwidacji innych programów i redukcji liczby pracowników. W 2002 roku nowy komisarz ds. filmu, Jacques Bensimon, dokonał gruntownej rewizji zadań NFB, kładąc nacisk na produkcję i dystrybucję cyfrową oraz rozszerzenie partnerstwa z producentami komercyjnymi.
W latach 70. NFB założył w całej Kanadzie regionalne centra produkcyjne.

### Kino kobiece
W I połowie lat 70. XX wieku zaczęły znaczący wkład w rozwój filmu kanadyjskiego kobiety, zarówno jako reżyserzy, jak i technicy. Przyczyniło się do tego założenie w 1974 roku Studia D, pierwszego w historii studia przeznaczonego dla kobiet i filmów o tematyce kobiecej. Inicjatorką jego powstania i pierwszym producentem wykonawczym była Kathleen Shannon, która do współpracy dobrała sobie Yuki Yoshidę i Margaret Pettigrew. Wyprodukowane w Studiu D filmy zdobyły szereg międzynarodowych nagród, w tym trzy Oscary. Pierwszego Oscara studio zdobyło w 1978 roku za krótkometrażowy film fabularny I'll Find a Way w reżyserii Beverly Shaffer. Drugiego Oskara zdobył w 1983 roku krótkometrażowy film dokumentalny If You Love This Planet w reżyserii Terre Nash, a trzeci – w 1984 roku Flamenco at 5:15, krótkometrażowy dokument Cynthii Scott. Samo Studio D za jedną ze swoich najbardziej udanych produkcji uważa film dokumentalny Bonnie Klein Not a Love Story: A Film About Pornography (1981. W 1996 roku, z powodu cięć w finansowaniu przez rząd federalny, NFB został zmuszony do restrukturyzacji i podjął decyzję o likwidacji Studia D (wraz ze Studiem One i odpowiednikiem Studia D w Quebecu, Regards de femmes).

### Kino rdzennych mieszkańców

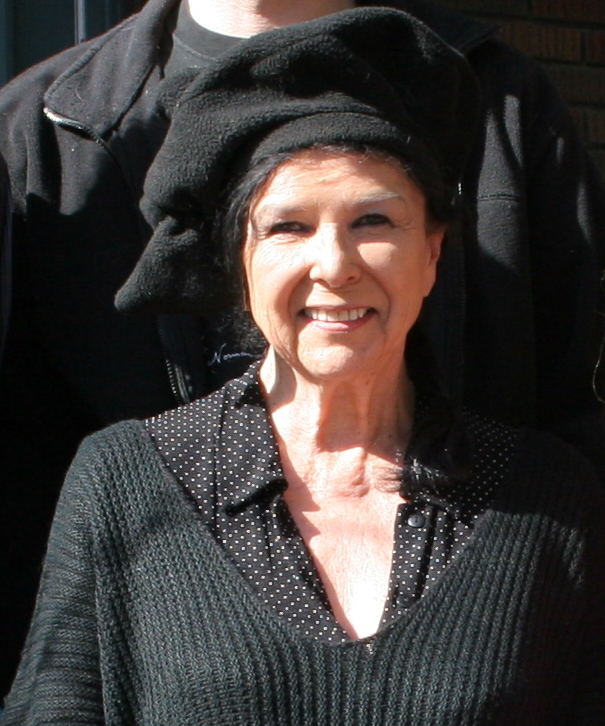
Alanis Obomsawin, przedstawicielka kina rdzennych mieszkańców Kanady i zarazem kina kobiecego

Również ludność tubylcza uzyskała dostęp do sprzętu NFB, dzięki czemu wywodzący się z niej artyści mogli produkować własne filmy: Gil Cardinal (Foster Child, 1987), Alanis Obomsawin (Kanehsatake: 270 Years of Resistance, 1993) czy Zacharias Kunuk (Atanarjuat, biegacz, 2001).
W 2011 roku NFB, będący właścicielem największej na świecie kolekcji filmów eskimoskich, wydał przełomową kompilację Unikkausivut: Sharing Our Stories.
W czerwcu 2017 roku zapoczątkowany został 3-letni plan, zatytułowany Redefining the NFB's Relationship with Indigenous People, mający na celu zwiększenie zatrudnienia wśród rdzennych mieszkańców Kanady oraz większe inwestycje w ich przemysł filmowy. National Film Board zapowiedział zdefiniowanie na nowo swoich stosunków z ludnością rdzenną poprzez zatrudnianie większej liczby rdzennych pracowników (z dwóch do 16 do roku 2025) i szersze zainwestowanie w ich dzieła (15% wydatków na produkcję miało być przeznaczonych na treści rdzennych mieszkańców). Z decyzji tej wyraziła zadowolenie Alanis Obomsawin, znana filmowiec i dokumentalistka, wywodząca się z ludu Abenaków: „Wielu filmowcom będzie łatwiej, a drzwi będą otwarte dla jeszcze większej liczby osób”. W 2020 roku Obomsawin otrzymała Nagrodę im. Glenna Goulda (Glenn Gould Prize), przyznawaną co dwa lata w uznaniu wyjątkowego wkładu, wzbogacającego kondycję człowieka poprzez sztukę. Od lutego do kwietnia 2022 roku w Haus der Kulturen der Welt w Berlinie prezentowana była wystawa The Children Have to Hear Another Story – Alanis Obomsawin, przedstawiająca działalność artystyczną Obomsawin na przestrzeni ostatnich pięciu dekad.

### Nowe technologie multimedialne

#### CineRobotheque, Mediatheque
W październiku 1992 roku NFB uruchamia CineRobotheque, centrum najnowocześniejszych technologii medialnych, składające się z wideoteki i sali kinowej. Znajduje się w nim pierwszy w Kanadzie duży serwer audiowizualny, zdolny do jednoczesnego odpowiadania na około 50 zgłoszeń zarówno z wewnątrz, jak i z zewnątrz centrum. Kodak Canada przyznaje jej nagrodę Prix Livernois, podkreślając innowacyjne przywództwo NFB w dziedzinie obrazowania. CineRobotheque posłużyła za model do utworzenia NFB Mediatheque w Toronto w 2002 r., co ugruntowało pozycję NFB na początku ery cyfrowej dystrybucji filmów.

#### NFB.ca | ONF.ca
W styczniu 2009 roku NFB uruchomiła NFB.ca | ONF.ca, swoją cieszącą się uznaniem internetową salę projekcyjną, pierwszą w pełni dwujęzyczną i dwukulturową stronę audiowizualną. Również w tym samym roku NFB uruchomiła pierwszą z rodziny popularnych aplikacji mobilnych - NFB Films na iPhone’a, która została uznana przez iTunes Canada za jedną z najlepszych aplikacji roku 2009. W 2014 roku podczas obchodów 75. rocznicy NFB strona NFB.ca | ONF.ca i jej platformy partnerskie przekroczyły liczbę 50 milionów odsłon, a interaktywne produkcje i platformy cyfrowe NFB otrzymały ponad 100 nagród, w tym 10 Webby Awards.

## Zadania
Zadaniem NFB, agencji federalnej podlegającej Departamentowi Dziedzictwa Kanady jest tworzenie, produkcja i dystrybucja wyróżniających się i oryginalnych dzieł audiowizualnych, które odzwierciedlają różnorodne realia i perspektywy mieszkańców Kanady oraz udostępnianie tych dzieł zarówno im jak i całemu światu. Służyć temu mają prace konserwatorskie, restauratorskie i digitalizacyjne zbiorów archiwalnych.

## Struktura organizacyjna
NFB jest zintegrowaną organizacją produkcyjną i dystrybucyjną, która posiada zbiór filmów, laboratorium konserwatorskie oraz ośrodki postprodukcyjne i badawczo-rozwojowe. Produkuje filmy w obu językach urzędowych Kanady (angielskim i francuskim) w kilka studiach produkcyjnych, kierowanych przez producentów wykonawczych. Posiada 11 ośrodków produkcyjnych w całej Kanadzie: Montrealu, Toronto, Moncton, Halifax, St. John's, Winnipeg, Edmonton i Vancouver. 
W stworzonej przez NFB krajowej sieci dystrybucji uczestniczą podmioty publiczne (biblioteki publiczne i szkolne) oraz prywatne (kina, sklepy z filmami). Sam NFB zajmuje się dystrybucją swoich filmów za granicą. Siedziba komisarza rządowego ds. filmu (Government Film Commissioner) znajduje się w Montrealu, natomiast 5 członków rady w: Montrealu, Ottawie, Saint-Jean-sur-Richelieu, Caraquet i Sherwood Park.

## Siedziba główna NFB
Główna siedziba NFB mieści się (od 2020 roku) w Monrealu, w biurowcu Îlot Balmoral, gdzie NFB wynajmuje 6 pięter.

## Dorobek i nagrody
NFB wyprodukował ponad 13 tysięcy filmów i zdobył ponad 5 tysięcy nagród.

### Nagrody Akademii Filmowej
Filmy NFB zdobyły ponad 70 nominacji do Oscara i zostały uhonorowane 12 Oscarami, po raz pierwszy w 1941 roku za film Churchill’s Island. Ostatnia nominacja do Oskara (76.) miała miejsce w 2022 roku za krótkometrażowy film animowany Affairs of the Art w reżyserii Joanny Quinn i Les Mills. W 1989 roku NFB otrzymało honorowego Oscara w uznaniu 50-lecia istnienia i osiągnięć w dziedzinie kinematografii.
| Rok  | Kategoria                                   | Film, reżyser |
| ---- | ------------------------------------------- | --- |
| 1941 | Najlepszy krótkometrażowy film dokumentalny | Churchill’s Island, Stuart Legg |
| 1952 | Najlepszy krótkometrażowy film dokumentalny | Neighbours, Norman McLaren |
| 1977 | Najlepszy krótkometrażowy film animowany    | The Sand Castle, Co Hoedeman |
| 1977 | Najlepszy krótkometrażowy film aktorski     | I'll Find a Way, Beverly Shaffer |
| 1978 | Najlepszy krótkometrażowy film animowany    | Special Delivery, Eunice Macaulay i John Weldon |
| 1979 | Najlepszy krótkometrażowy film animowany    | Every Child, Eugene Fedorenko |
| 1982 | Najlepszy krótkometrażowy film dokumentalny | If You Love This Planet, Terre Nash |
| 1983 | Najlepszy krótkometrażowy film dokumentalny | Flamenco at 5:15, Cynthia Scott |
| 1989 | Nagroda Honorowa                            | National Film Board of Canada – „w uznaniu pięćdziesięciolecia istnienia firmy i jej ofiarnego zaangażowania w inicjowanie działalności artystycznej, twórczej i technologicznej oraz dążenia do doskonałości w każdej dziedzinie twórczości filmowej” |
| 1994 | Najlepszy krótkometrażowy film animowany    | Bob's Birthday, Alison Snowden i David Fine |
| 2004 | Najlepszy krótkometrażowy film animowany    | Ryan, Chris Landreth |
| 2007 | Najlepszy krótkometrażowy film animowany    | Duński poeta, Torill Kove |

### Inne
W 1955 roku NFB zdobył po raz pierwszy Złotą Palmę (za film krótkometrażowy).
Inne nagrody to: 18 Canadian Screen Awards, 17 Webby i ponad 90 Genie.

### Pamięć Świata
30 lipca 2009 roku dorobek audiowizualny Normana McLarena został wpisany na listę Pamięć Świata UNESCO.